# Шерер, Фридрих Фридрихович
Фридрих Фридрихович Шерер (1896 — ?) — советский хозяйственный, государственный и политический деятель.

## Биография
Родился в 1896 году в селе Паульском. Член ВКП(б).
С 1926 года - на хозяйственной, общественной и политической работе. В 1926-1941 гг. — организатор небольшого товарищества по обработке земли, один из организаторов колхоза им. Ворошилова в с. Паульское, председатель колхоза им. Ворошилова, участник Всесоюзной сельскохозяйственной выставки.
Избирался депутатом Верховного Совета СССР 1-го созыва.